# Aardse straling

Stralingsbalans van de aarde met inkomende kortgolvige zonnestraling en uitgaande langgolvige aardse straling.

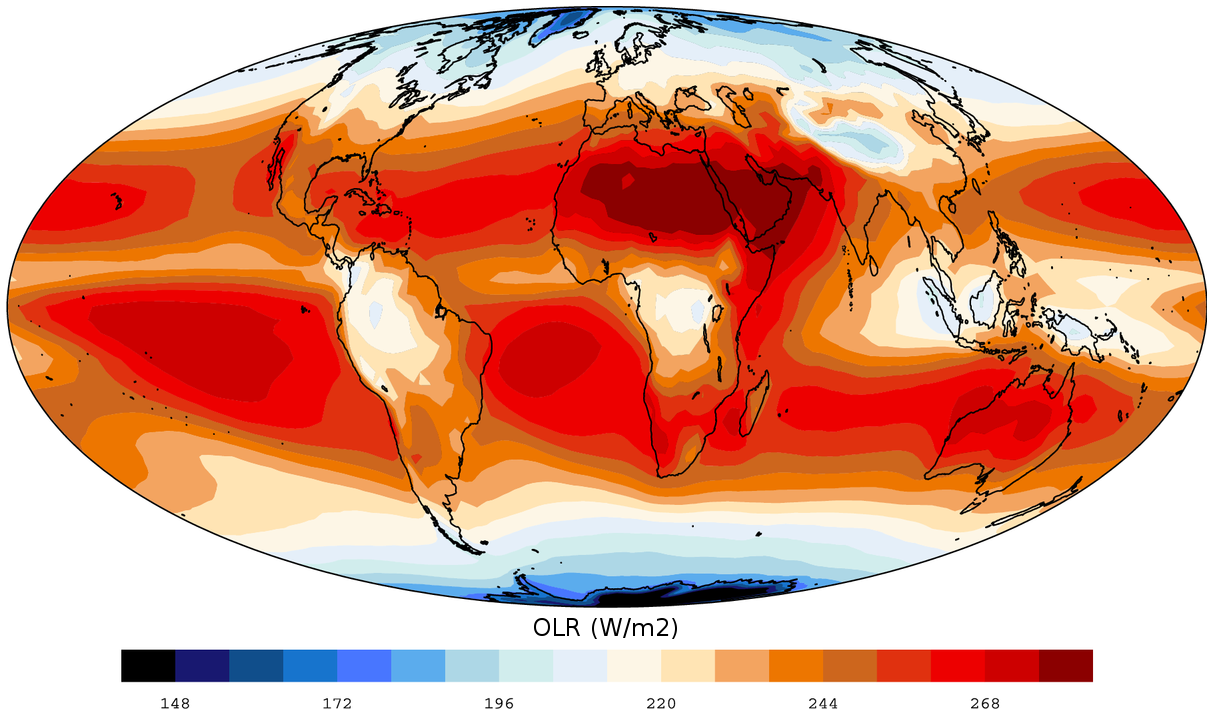
1979-1995 jaarlijks gemiddelde uitgaande aardse straling.

Stralingsintensiteit van het zonnespectrum van een zwart lichaam en boven en in de atmosfeer.

De dagelijkse gang van de inkomende en uitgezonden straling. Onder meer door convectie ligt de piek van de uitgezonden aardse straling 3 tot 4 uur na 12 uur zonnetijd.

Aardse straling is de uitgaande warmtestraling van de Aarde. Zoals elk voorwerp met een temperatuur boven het absolute nulpunt raakt ook het aardoppervlak warmte kwijt door straling. Deze warmte is deels afkomstig van inkomende zonnestraling en deels van de aardwarmte. De atmosfeer absorbeert langgolvige straling beter dan kortgolvige, zodat de opwarming van de atmosfeer vooral via het aardoppervlak plaatsvindt. Van de uitgaande straling wordt 82% geabsorbeerd door de broeikasgassen in de atmosfeer. Daardoor is de gemiddelde temperatuur op aarde geen −18°C, maar 15°C.

## Zwart lichaam
De inkomende zonnestraling heeft een korte golflengte, terwijl de uitgaande aardse straling langgolfig (infrarood) is. Dit komt doordat de temperatuur van de aarde lager is dan die van de zon. Elk voorwerp zendt straling uit, waarbij voor zwarte lichamen de wet van Stefan-Boltzmann geldt. De totale uitgezonden energie per oppervlak in een bepaalde tijd is daarbij evenredig met de vierde macht van de absolute temperatuur van het lichaam. Volgens de verschuivingswet van Wien is de energie die zwarte lichamen uitzenden niet gelijk over alle golflengten verdeeld. Het maximum ligt bij een golflengte die omgekeerd evenredig is met de absolute temperatuur van het lichaam.
Met een oppervlaktetemperatuur van 5778 K ligt het stralingsmaximum van de zon bij een beschouwing als zwart lichaam met een golflengte rond 500 nm in het blauw-groene gedeelte van het zichtbare licht. De aarde heeft een oppervlaktetemperatuur van 288 K, maar een stralingstemperatuur van 255 K. De golflengte van het stralingsmaximum ligt rond de 10.000 nm in het infrarode gebied en daarmee is de aardse straling in tegenstelling tot de zonnestraling niet met het oog waarneembaar. Kortgolvige zonnestraling en langgolvige aardse straling verschillen daarmee aanzienlijk van karakter.

## Gang
Door de relatie met de temperatuur is er een dagelijkse en jaarlijkse gang in de aardse straling en omdat het aardoppervlak sterk varieert, wisselt ook de uitstraling sterk van plaats tot plaats en neemt af op hogere breedten. De stralingsbalans van in- en uitgaande straling moet gemiddeld genomen neutraal zijn, anders warmt de aarde op of koelt af.